# Дубровка (Федоровський район)
Дубро́вка (каз. Дубровка) — село у складі Федоровського району Костанайської області Казахстану. Входить до складу Коржинкольського сільського округу.
Населення — 90 осіб (2021; 118 у 2009, 452 у 1999, 462 у 1989).